# Île Ymer
L'île Ymer (en danois : Ymer Ø) est une île située à l'est du Groenland. Sa superficie est de 2 437 km2.
Cette île, montagneuse, a pour point culminant Angelin Bjerg à 1 900 m d'altitude, elle abrite également le Teufelschloss qui s'élève à 1 303 m. Elle fait partie du parc national du Nord-Est du Groenland, le plus grand du monde. Son nom vient de la créature Ymir, le père créateur des Jötunn. Elle se situe au sud de l'embouchure du fjord de l'Empereur François-Joseph. 